# 仏生寺弥助
仏生寺 弥助（ぶっしょうじ やすけ、1830年 - 1863年8月8日（文久3年6月24日））は、幕末の剣豪。本名は吉村 豊次郎。練兵館最後の塾頭・原保太郎は、「日本武道史」の著者・横山健堂に、「弥助こそ当時の日本一」と語っている。菩提寺は京都市左京区心光寺。戒名は「仙徳院刃豊居士」。

## 略歴
越中国射水郡仏生寺村生まれの百姓の子とされる。同じ村出身の斎藤弥九郎（斎藤篤信斎）を頼り江戸へ出て、神道無念流の剣術道場・練兵館の風呂焚きの仕事に就くが、隠居先生と呼ばれた岡田利貞に見いだされ（仕事の合い間に道場を覗き見し、習わぬ剣術を覚えてしまった）、後に指導を受けることとなる。その腕前は初心者ながら剣を持たせたら、塾内の練達者を打ち負かすほどだったという。時に弥助16歳。このエピソードからも天才肌の人物だったという可能性が高い。練兵館における弥助の強さは一目置かれており、幕末の剣豪として知られる長州（岩国領）藩士の宇野金太郎が塾の重鎮の斎藤歓之助（大村藩の剣術指南役）を打ち負かした折、面子潰れを恐れた練兵館の切り札として弥助が出向き、宇野金太郎を叩きのめした記録が残っている。これらのことからも弥助の強さはかなりのものと推測されている。しかし文字も読めない無学者で、酒癖や素行の悪さもあり無地位に終わった。

## 最期
芹沢鴨と親密な関係にあったとされ、長州藩が組織した勇士組に属していながら、新撰組に鞍替えしようとしたところ、その強さを恐れた練兵館の仲間に酔わされた後に粛清された。享年33歳。また粛清の表向きの理由は大丸呉服店に対する300両の押し借りとなっている。

## 史料
仏生寺弥助の記録は多くない。近しい世代の千葉栄次郎などと異なり、試合記録も殆ど残っていない。練兵館の斎藤篤信斎が桂小五郎に充てた書面の内容や、高杉晋作の回想エピソード等でその姿が伝えられている。写真も現存している物は無く、発見に至っていない。

## 剣術方法
左上段からの面打ちを得意とした。あまりの速さに、先に宣言した後行われるそれを誰も防ぐことが出来なかったとされる。体術では上段前蹴りも得意とし、これも予告打ちでありながら、必中だったと伝えられる。

## 関連する文芸作品
- 『修羅の剣 幕末の天才剣士・仏生寺弥助』（津本陽、講談社など、1986年）
- 『幕末人斬り伝 剣鬼・仏生寺弥助』（峰隆一郎、廣済堂出版、1993年）